# Megalognatha festvai
Megalognatha festvai es una especie de insecto coleóptero de la familia Chrysomelidae.
Fue descrita científicamente en 1781 por Johan Christian Fabricius.